# 26255 Carmarques
26255 Carmarques (tên chỉ định: 1998 QW68) là một tiểu hành tinh vành đai chính. Nó được phát hiện bởi dự án Nghiên cứu tiểu hành tinh gần Trái Đất Lincoln ở Socorro, New Mexico, ngày 24 tháng 8 năm 1998. Nó được đặt theo tên Carlos Marques, nhà toán học Mỹ ở Farmingdale College thuộc trường đại học ở New York.